# Milaan-San Remo 1982
De wielerwedstrijd Milaan-San Remo 1982 werd gereden op 20 maart. Het parcours van deze 73e editie was 294 kilometer lang. De winnaar legde de afstand af in 7u 4min 12sec. De Fransman Marc Gomez won na een solo van zes kilometer voor zijn landgenoot Alain Bondue en de Italiaan Moreno Argentin die respectievelijk naar de tweede en derde werden. 

## Uitslag
| Milaan–San Remo 1982 |                     |                          |          |
| Plaats               | Naam                | Ploeg                    | Tijd     |
| Winnaar              | Marc Gomez          | Wolber-Spidel            | 7u04'12" |
| 2                    | Alain Bondue        | La Redoute-Motobécane    | +0'10"   |
| 3                    | Moreno Argentin     | Sammontana               | +2'01"   |
| 4                    | Francesco Moser     | Famcucine–Campagnolo     | z.t.     |
| 5                    | Tommy Prim          | Bianchi-Piaggio          | z.t.     |
| 6                    | Claudio Bortolotto  | Del Tongo-Colnago        | z.t.     |
| 7                    | Silvano Contini     | Bianchi-Piaggio          | z.t.     |
| 8                    | Patrick Versluys    | Boule d'Or               | +2'42"   |
| 9                    | Leo van Vliet       | TI–Raleigh–Campagnolo    | +3'35"   |
| 10                   | Walter Delle Case   | Atala                    | z.t.     |
| 11                   | Vittorio Algeri     | Metauro Mobili-Pinarello | +4'18"   |
| 12                   | Jean-Marie Wampers  | Gis Gelati-Olmo          | z.t.     |
| 13                   | Roger De Vlaeminck  | DAF Trucks-Teve Blad     | +4'30"   |
| 14                   | Jan Raas            | TI–Raleigh–Campagnolo    | z.t.     |
| 15                   | Fons De Wolf        | Vermeer-Thijs            | z.t.     |
| 16                   | Jan Bogaert         | Europ Decor              | z.t.     |
| 17                   | Greg LeMond         | Renault-Elf              | z.t.     |
| 18                   | Eddy Planckaert     | Splendor-Wickes          | z.t.     |
| 19                   | Noel Dejonckheere   | Gis Gelati-Olmo          | z.t.     |
| 20                   | Giuseppe Martinelli | Santini-Selle Italia     | z.t.     |

1907 · 1908 · 1909 · 1910 · 1911 · 1912 · 1913 · 1914 · 1915 · 1916 · 1917 · 1918 · 1919 · 1920 · 1921 · 1922 · 1923 · 1924 · 1925 · 1926 · 1927 · 1928 · 1929 · 1930 · 1931 · 1932 · 1933 · 1934 · 1935 · 1936 · 1937 · 1938 · 1939 · 1940 · 1941 · 1942 · 1943 · 1944 · 1945 · 1946 · 1947 · 1948 · 1949 · 1950 · 1951 · 1952 · 1953 · 1954 · 1955 · 1956 · 1957 · 1958 · 1959 · 1960 · 1961 · 1962 · 1963 · 1964 · 1965 · 1966 · 1967 · 1968 · 1969 · 1970 · 1971 · 1972 · 1973 · 1974 · 1975 · 1976 · 1977 · 1978 · 1979 · 1980 · 1981 · 1982 · 1983 · 1984 · 1985 · 1986 · 1987 · 1988 · 1989 · 1990 · 1991 · 1992 · 1993 · 1994 · 1995 · 1996 · 1997 · 1998 · 1999 · 2000 · 2001 · 2002 · 2003 · 2004 · 2005 · 2006 · 2007 · 2008 · 2009 · 2010 · 2011 · 2012 · 2013 · 2014 · 2015 · 2016 · 2017 · 2018 · 2019 · 2020 · 2021 · 2022 · 2023 · 2024 · 2025
Lijst van beklimmingen